# (14632) Flensburg
(14632) Flensburg (1998 VY33) – planetoida z pasa głównego asteroid okrążająca Słońce w ciągu 4,35 lat w średniej odległości 2,66 j.a. Odkryta 11 listopada 1998 roku.